# Jan Stadnicki (działacz niepodległościowy)
Jan  Stadnicki herbu Szreniawa bez Krzyża (ur. w 1785, zm. 31 grudnia 1862) – polski ziemianin, działacz polityczny i niepodległościowy, kolekcjoner militariów.

## Życiorys
Był posłem Stanów Galicyjskich (1824 i 1827–1861). Zaangażował się w politykę konspiracyjną. Był jednym z nielicznych w Galicji członków Narodowego Towarzystwa Patriotycznego, co zakończyło się jego kilkumiesięcznym pobytem w więzieniu. W styczniu 1831 roku na czele małego oddziału przeszedł granicę Królestwa Polskiego idąc na pomoc powstaniu listopadowemu, jednak jego pomoc została odrzucona przez Józefa Chłopickiego. W 1848 roku podczas Wiosny Ludów uczestniczył w działaniach Obwodowej Rady Narodowej w Przemyślu. Pracował również w Wydziale Spraw Krajowych Centralnej Rady Narodowej we Lwowie. Brał udział w pracach przygotowawczych do powstania styczniowego: uczestniczył w poufnym zjeździe politycznym w Wiesbaden w sierpniu 1861 roku zorganizowanym przez Biuro Hotelu Lambert w celu uzgodnienia działań krajowych i emigracyjnych wobec wydarzeń w Polsce.
Był właścicielem Boratyna i Kosienic.

## Życie rodzinne
Był synem Józefa Stadnickiego i Katarzyny hr. Krasickiej h. Rogala (bratanicy Ignacego Krasickiego). Miał rodzeństwo: 
- Teofilę (zm. w 1860), damę krzyża gwiaździstego, żonę Macieja Krasickiego, posła Stanów Galicyjskich,
- Ignacego (1784–1813), który zginął w kampanii rosyjskiej.
- Aleksandra (1786-1853), kawalera Orderu Virtuti Militari i Legii Honorowej,
- Teresę,
- Róże,
- Antoniego,
- Annę.

Sam rodziny nie założył.